# اچ‌ام‌اس تریومف (۱۷۶۴)
اچ‌ام‌اس تریومف (۱۷۶۴) (به انگلیسی: HMS Triumph (1764)) یک کشتی بود که طول آن ۱۷۲ فوت (۵۲ متر) بود. این کشتی در سال ۱۷۶۴ ساخته شد.